# نيكول ليتش
نيكول ليتش (بالإنجليزية: Nicole Leach)‏ هي راقصة وممثلة أمريكية، ولدت في 10 مايو 1979 في مونتكلير ‏ في الولايات المتحدة.

## وصلات خارجية
- نيكول ليتش على موقع IMDb (الإنجليزية)
- نيكول ليتش على موقع قاعدة بيانات برودواي على الإنترنت (الإنجليزية)
- نيكول ليتش على موقع قاعدة بيانات الفيلم (الإنجليزية)